# Younis Tirawi
Younis Tirawi ( Arabic :  يونس الطيراوي ) est un journaliste palestinien connu pour ses reportages d'investigation sur la sécurité et les affaires politiques dans les territoires palestiniens occupés. Ses travaux récents ont porté sur le suivi des comptes de médias sociaux des soldats israéliens, ce qui lui a valu une reconnaissance pendant la guerre entre Gaza et Israël. Les conclusions de ses enquêtes sont notamment citées par la représentation sud-africaine à la CIJ dans son dossier juridique contre Israël, l'accusant de génocide.

## Biographie
Tirawi a commencé ses reportages en 2021 après l'opération « Gardien des murs », couvrant les groupes armés palestiniens en Cisjordanie et les opérations militaires israéliennes dans les territoires palestiniens au cours des dernières années. En plus de sa couverture de la sécurité, Tirawi couvre également les affaires politiques, ayant couvert les efforts de réconciliation palestiniens entre le Fatah et le Hamas et interviewé plusieurs responsables palestiniens au fil des ans.
En 2022 et 2023, Tirawi a largement rendu compte des incursions israéliennes quotidiennes dans les villages de Cisjordanie, réfléchissant sur la situation sécuritaire dans cette région. En octobre 2023, la chaîne israélienne 14 (en) a décrit Tirawi comme un journaliste livrant des reportages depuis les « territoires ennemis » et a noté qu'il couvrait la question palestinienne depuis trois ans. Ils ont également mentionné qu'il avait des sources au sein d'organisations armées à Jénine, telles que « La fosse aux lions ».

## Carrière
Pendant le conflit entre Gaza et Israël qui a éclaté le 7 octobre 2023, Tirawi a fourni des rapports quotidiens depuis Gaza et la Cisjordanie. Son travail a été une source essentielle de vérification d’informations pour plusieurs agences de presse internationales,,
Les conclusions de son travail d’enquête ont notamment été citées par la représentation sud-africaine dans une affaire en cours devant la Cour internationale de justice (CIJ) de La Haye, où l’Afrique du Sud a accusé Israël d’avoir commis un génocide à Gaza. Tembeka Ngcukaitobi, membre de l'équipe juridique sud-africaine, a plaidé en faveur de l'intention génocidaire d'Israël, citant le travail journalistique de Tirawi à de nombreuses reprises lors des audiences du 16 mai et du 11 janvier,.

### Couverture des crimes de guerre
Début février 2024, Tirawi a révélé une photo montrant un Palestinien blessé et menotté, en sous-vêtements, regardant directement le visage d'un soldat israélien entièrement habillé se tenant au-dessus de lui. L'image est devenue l'une des plus diffusées à l'époque, certains la décrivant comme « un symbole de résistance », selon les observateurs de France 24 Press. L'armée israélienne a réagi à cette photo en affirmant qu'un de ses soldats l'avait publiée en violation des « ordres et valeurs de l'armée israélienne », ajoutant qu'à la suite de l'incident, « il a récemment décidé de mettre fin à son service ».
Au cours du même mois, Tirawi a publié un article d'investigation sur Bellingcat qui révélait des dizaines de vidéos montrant l'humiliation de détenus palestiniens, y compris des scènes de détenus masqués par des drapeaux israéliens et sur lesquels on jetait de l'argent. À la suite de cette révélation, Israël a ouvert une enquête sur l'affaire et a déclaré que des « mesures disciplinaires ou de commandement » ont été prises contre les soldats impliqués, ajoutant que « les incidents qui n'étaient pas connus avant le rapport Bellingcat sont désormais en cours d'examen ».
Depuis le début de la guerre, Tirawi a révélé des dizaines de publications montrant des soldats à Gaza se comportant de manière inappropriée en exposant de la lingerie, des mannequins et dans certains cas les deux. Le travail d'enquête de Tirawi a été mentionné par Reuters dans un article intitulé « Des soldats israéliens jouent avec les sous-vêtements des femmes de Gaza dans des publications en ligne » qui a également fourni les images et les vidéos à Reuters. L'armée israélienne a répondu à l'article de Reuters en déclarant : « Il est conclu que l'expression ou le comportement des soldats dans la vidéo est inapproprié et est traité en conséquence. »
En mai 2024, le Washington Post a révélé qu'Israël semble utiliser l'hôpital du cancer de Gaza comme base militaire, sur la base de certaines des conclusions de Tirawi. Les images ont été vérifiées par le Washington Post, confirmant que les soldats israéliens utilisaient l'hôpital comme base militaire, y compris une position de tireur d'élite. Tirawi a publié des documents ultérieurs montrant que des munitions étaient stockées à l'hôpital TIKA de Netzarim.
Le même mois, Tirawi a découvert un soldat israélien incendiant la bibliothèque centrale de l'université Al-Aqsa dans la ville de Gaza. La police militaire israélienne a ouvert une enquête sur l'incident.
En juin 2024, Tirawi avait révélé que les troupes israéliennes avaient incendié le hall de départ du poste-frontière de Rafah. Plus tard, en juillet 2024, Tirawi a également révélé que les troupes israéliennes dans la ville de Rafah, au sud de la bande, avaient fait exploser l'un des principaux réservoirs d'eau de la ville situé dans le quartier de Tel Sultan. Le quotidien Haaretz a rapporté que l'incident faisait l'objet d'une enquête de la police militaire israélienne, car il s'agit d'une violation présumée du droit international.
En octobre 2024, Tirawi a publié une autre enquête dans le journal américain Dropsite News, se concentrant sur le 749e bataillon du génie de combat de Tsahal, qui aurait joué un rôle central dans l'établissement du « corridor de Netzarim » après la guerre entre Israël et Gaza qui a débuté le 7 octobre 2023. Le rapport a examiné les opérations et la composition de l'unité, y compris les déclarations de soldats et d'officiers utilisant une rhétorique incendiaire, décrivant par exemple leur mission comme « d'écraser Gaza » et affirmant que personne ne les arrêterait. À la suite de l'enquête de Tirawi, le bataillon du génie de combat de Tsahal est passé sous le radar, sa page et ses comptes sur les réseaux sociaux étant retirés de la vue du public.

### Enquête sur les binationaux dans l'armée israélienne
En mars 2024, le travail d'enquête de Younis a également provoqué un incident diplomatique entre la France et Israël, incitant le ministère français des Affaires étrangères à annoncer son intention d'engager des poursuites judiciaires contre tout soldat franco-israélien impliqué dans des crimes de guerre présumés dans la bande de Gaza. Cette décision a été prise après que Tirawi a révélé une vidéo montrant des détenus palestiniens se faisant insulter et maltraiter, l'une d'entre elles montrant un soldat se moquant des détenus et soulignant leurs blessures, déclarant : « Ils l'ont torturé pour le faire parler. Avez-vous vu son dos ? » La vidéo est apparue pour la première fois dans un groupe WhatsApp pour les juifs français. Tirawi, qui avait infiltré le groupe, a identifié l'auteur de la publication et le soldat en question, partageant des conversations qui auraient confirmé l'identité de l'auteur.
Plus tard dans le mois, les efforts de Tirawi pour révéler les publications sur les réseaux sociaux des comptes de soldats israéliens ont provoqué un autre incident diplomatique entre la Thaïlande et Israël. Tirawi avait publié une image montrant un soldat israélien tenant le drapeau national thaïlandais devant des tas de débris à Khan Younis. L'ambassade de Thaïlande à Tel-Aviv a protesté auprès d'Israël et a demandé aux responsables israéliens de faire preuve de prudence pour éviter que de tels incidents ne se reproduisent. Un responsable israélien avait alors informé l'ambassade thaïlandaise que « l'action du soldat était inappropriée et que l'armée israélienne avait été chargée d'enquêter sur l'affaire ».
En octobre 2024, Younis Tirawi a publié un rapport d'enquête sur son profil X, attirant l'attention mondiale sur une équipe de tireurs d'élite militaires israéliens connue sous le nom d'unité « Ghost ». Cette équipe d'élite des Forces de défense israéliennes (FDI), qui serait active à Gaza depuis octobre 2023, comprend de nombreux binationaux de différents pays. L'unité a acquis une certaine notoriété en raison d'allégations de crimes de guerre, notamment l'exécution de civils non armés à Gaza.
À la suite de la révélation de Tirawi, l'Afrique du Sud et la Belgique ont chacune lancé dans le mois suivant des enquêtes pour crimes de guerre contre des membres de l'équipe de tireurs d'élite de la Ghost Unit. Ces enquêtes ont porté sur deux soldats, tous deux détenteurs d’une double nationalité – l’un sud-africain, l’autre belge – en raison d’allégations entourant leurs actions à Gaza,.

## Réception
En avril 2024, la chaîne israélienne Channel 13 a diffusé un reportage approfondi dans son émission « Pipeline », sur Younis Tirawi et son journalisme d’investigation, l’accusant de « faire honte aux soldats » et affirmant que ses publications « servent le Hamas ». Le reportage affirmait que le travail de Tirawi avait provoqué « un grave incident diplomatique en France lié aux soldats franco-israéliens, incitant le ministère français des Affaires étrangères à menacer d’engager des poursuites judiciaires contre les soldats impliqués dans des crimes de guerre présumés ». Le reportage israélien affirmait en outre que Tirawi menait des attaques contre des soldats israéliens sur X (anciennement Twitter), les représentant dans des situations problématiques. Tirawi a été décrit comme « faisant preuve d'une grande expertise dans le domaine du renseignement israélien ».
Avant la diffusion du reportage de la chaîne israélienne Channel 13 en avril, Younis Tirawi a fait part de ses inquiétudes concernant une tentative de diffamation à son encontre de la part de certains médias israéliens et de comptes incitant à la haine contre lui. À la suite du rapport israélien, le Comité pour la protection des journalistes a publié une déclaration exprimant sa profonde inquiétude face aux campagnes de désinformation et d'incitation visant le journaliste palestinien et a tenu les autorités israéliennes responsables de la sécurité de Younis Tirawi et de sa famille.